# Telmatactis humilis
Telmatactis humilis är en havsanemonart som först beskrevs av Addison Emery Verrill 1928.  Telmatactis humilis ingår i släktet Telmatactis och familjen Isophelliidae. Inga underarter finns listade i Catalogue of Life.